# قدرت الله أبو حمزة
مولوي قدرت الله أبو حمزة هو سياسي وقائد في حركة طالبان الأفغانية، وحاكم ولاية بلخ من أغسطس 2021 حتى وقت ما في عام 2022.